# Піскування свердловин
Піскування свердловин (рос. пескование скважин; англ. sanding-up (suffosion) of wells; нім. Sondensandbehandlung f) — винесення піску із продуктивного пласта у свердловину або суфозія. П.с. зумовлюється дією фільтраційного потоку на продуктивний пласт, внаслідок якої окремі частинки (піщинки) видаляються із привибійної зони й змінюється структура гірської породи.
При малих швидкостях фільтрації сили зчеплення між частинками переважають сили гідродинамічного тиску і суфозії не спостерігається. Зі збільшенням швидкостей фільтрації сили гідродинамічного тиску руйнують структурні зв'язки між частинками. Швидкості, при яких починається руйнування структурних зв'язків гірської породи i, як результат, суфозія, називають критичними, критично суфозійними. На суфозійні процеси впливають розмір частинок, ступінь неоднорідності піску, його обкатаності, зцементованості піщинок та кольматації присвердловинної зони пласта, характер освоєння свердловини й т. д. Винесення піску істотно зростає при дестабілізації режиму фільтрації, а з часом, при усталенні режиму, різко зменшується (іноді зовсім припиняється). При усталеному режимі фільтрації біля пор пласта чи отворів фільтра формується аркова структура, тобто у привибійній зоні формується природний фільтр, і сили зчеплення між частинками та перепаду тиску компенсуються.
При зміні режиму фільтрації змінюється витрата рідини через аркову структуру, що призводить до її переформування. Переформування арки відбувається після її повного обвалення і винесення обваленої породи у свердловину, що і призводить до інтенсифікації П.с. Нова арка формується на відстані від отворів пор гірської породи або фільтра, що відповідає новим величинам витрати рідини через арку і перепаду тиску.
При ламінарному режимі руху можливе формування стійких аркових структур, а значить, припинення П.с. У випадку турбулентної фільтрації аркові структури під дією пульсацій швидкостей і тиску не утворюються або щораз руйнуються, що призводить до суфозії, яка не припиняється. Оскільки внаслідок кольматації пористість гірської породи зменшується, то кольматація зумовлює збільшення швидкості руху рідини, виникнення ранньої турбулізації потоку i, як результат, інтенсифікацію суфозії.
При неможливості припинення винесення піску суфозія призводить до незворотних явищ, що пов'язані зі зниженням експлуатаційної характеристики (міцності стінок, продуктивності) свердловини. В ході експлуатації об'єм винесеної породи із пласта збільшується і зростає об'єм каверн, що утворюються у присвердловинній зоні. Зі збільшенням об'єму каверн їх стійкість знижується і за певних умов відбувається обвалення стінок. При обваленні каверни менш проникні чи глинисті породи із вищезалеглих інтервалів частково перекривають фільтрову зону. Процес П.с. при цьому не припиняється, а інтенсифікується, що може призвести уже до обвалення глинистої покрівлі продуктивного пласта, зім'яття експлуатаційної колони чи втрати продуктивності свердловини. Характерно, що ремонту такі свердловини не підлягають і їх необхідно перебурювати.
Існують гідродинамічний і механічний методи запобігання суфозії. Гідродинамічний метод можна застосувати за умови відносної стійкості гірських порід. Суть його полягає у створенні ощадливого режиму експлуатації свердловини, при якому П.с. не спостерігається, тобто у зменшенні дебіту до певного допустимого рівня, коли зменшуються швидкість фільтрації, депресія тиску i, як наслідок, напруга в породі. Але в умовах слабкозцементованих порід експлуатація свердловин за таких режимів часто виявляється економічно нерентабельною.
Механічний метод полягає у створенні на шляху міграції частинок різних перешкод. Сюди відносяться способи кріплення порід у привибійній зоні та застосування фільтрів. За першим способом здійснюють запомповування у привибійну зону цементуючих (склеюючих) матеріалів (цементний розчин, смоли), які зміцнюють структурні зв'язки між частинками. Недолік цього способу — істотне зменшення проникності порід у привибійній зоні внаслідок часткового заповнення пор цементуючим матеріалом. У розвиток цього способу запропоновано спосіб, який полягає у створенні каверни, а відтак її заповненні матеріалом з підвищеною проникністю і наступному його кріпленні смолами.
Суть способу застосування фільтрів полягає в затримуванні частинок піску продуктивного пласта біля отворів фільтра. За конструкцією і технологією виготовлення розрізняють трубні й гравійні фільтри. Трубні фільтри опускають у свердловину на обсадних трубах або за допомогою насосно-компресорних труб. Їх підрозділяють на прості (розміри отворів 1,5–20 мм або щілин 0,4–0,5 мм на трубі), складні, що утворені із простих намотуванням дроту (дротяні), встановленням кнопок (кнопкові) і кілець (кільцеві), а також металокерамічні, які виготовлені зі спресованого порошку спіканням у середовищі водню при 1200 °C та ін. Фільтри встановлюють і для підтримування стійкості порід привибійної зони при кріпленні їх цементуючим матеріалом. Гравійні фільтри являють собою шар гравію між продуктивним пластом і каркасом фільтра або між зовнішнім і внутрішнім каркасами фільтра. Гравійні фільтри можуть бути створені або на поверхні перед опусканням фільтрової колони у свердловину, або у свердловині після встановлення каркаса фільтра.